# Lied ohne Worte
Sång utan ord (Ty: Lied ohne Worte, eng: Songs without words), instrumentalstycke utan ord, för första gången använt av Felix Mendelssohn i pianosamlingen Sånger utan ord (Ty:Lieder ohne Worte).

## De åtta volymerna av Felix Mendelssohn
De flesta styckena publicerade Mendelssohn själv med sex stycken per opus medan ett fåtal publicerades efter hans död.

### Bok 1, Op. 19b (1829–1830)
1. Andante con moto’‘ i E dur
2. Andante espressivo’‘ i a moll
3. Molto allegro e vivace’‘ i A dur
4. Moderato’‘ i A dur
5. Poco agitato’‘ i fiss moll
6. Andante sostenuto’‘ i g moll ("Venezianisches Gondellied" [Venetian Boat Song] )

### Bok 2, Op. 30 (1833–1834)
|  |
|  |

1. Andante espressivo’‘ i Ess dur
2. Allegro di molto’‘ i h moll
3. Adagio non troppo’‘ i E dur
4. Agitato e con fuoco’‘ i h moll
5. Andante grazioso’‘ i D dur
6. Allegretto tranquillo’‘ i fiss moll ("Venezianisches Gondellied" [Venetian Boat Song] )

Bok 2 var en dedikation till Elisa von Woringen
Den andra sången skrev Mendelssohn till sin syster Fanny för firandet av hennes nyfödde son år 1830.

### Bok 3, Op. 38 (1836–1837)
1. Con moto’‘ i Ess dur
2. Allegro non troppo’‘ i c moll
3. Presto e molto vivace’‘ i E dur
4. Andante’‘ i A dur
5. Agitato’‘ i a moll
6. Andante con moto’‘ i Ass dur ("Duetto")

Den sjätte sången har titeln ”Duetto” (Duett) eftersom det är två stämmor. Samlingen komponerades i Frankfurt i juni 1836 efter att Mendelssohn träffat sin framtida fru.
Bok 3 var en dedikation till Rosa von Woringen.

### Bok 4, Op. 53 (1839–1841)
1. Andante con moto’‘ i Ass dur
2. Allegro non troppo’‘ i Ess dur
3. Presto agitato’‘ i g moll
4. Adagio’‘ i F dur

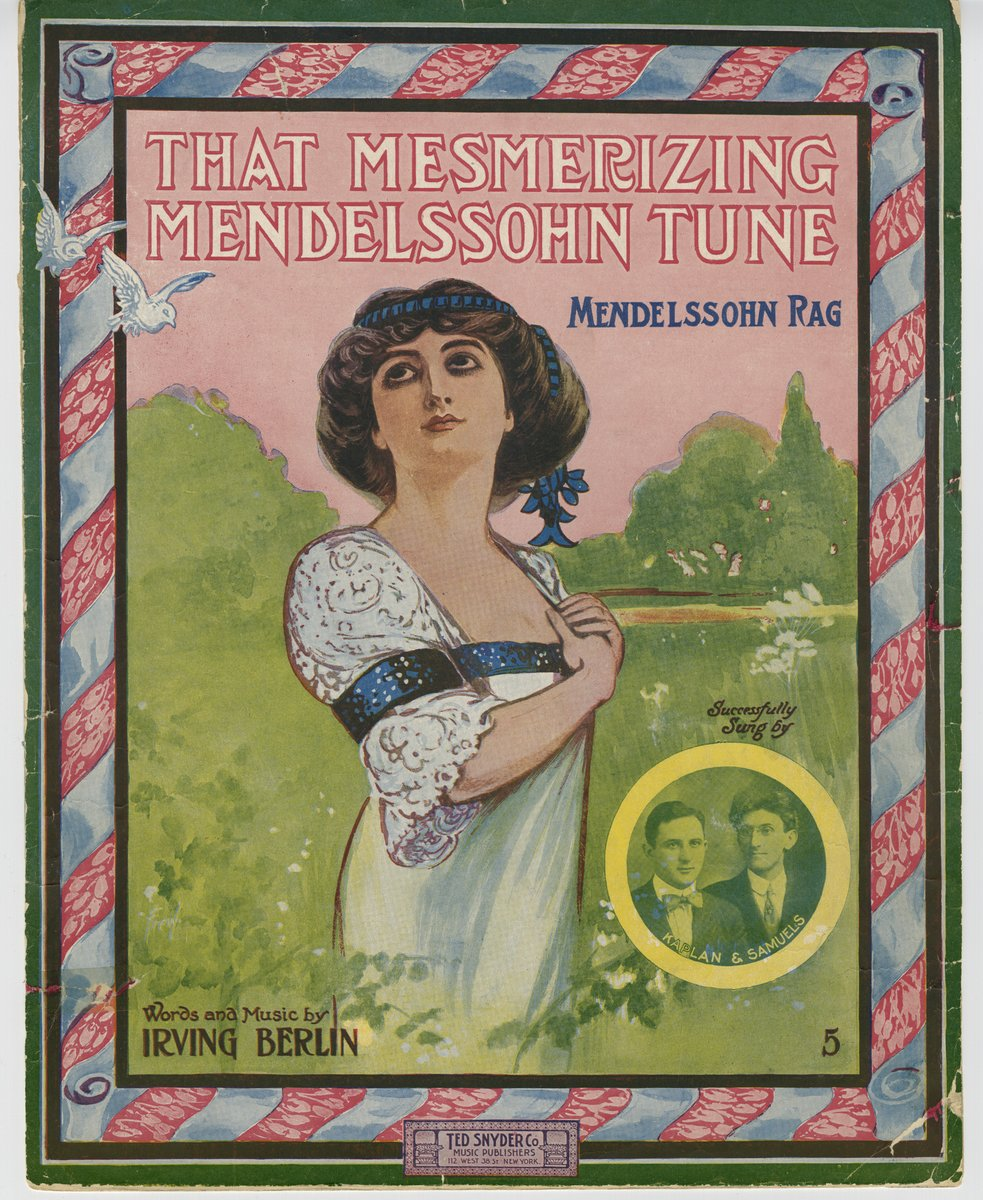
Irving Berlin's ragtime take on op. 62, no. 6

5. Allegro con fuoco’‘ i a moll ("Volkslied" [Folksong] )
6. Molto Allegro vivace’‘ i A dur

Bok 4 var en dedikation till Sophia Horsley.

### Bok 5, Op. 62 (1842–1844)
|  |
|  |

1. Andante espressivo’‘ i G dur
2. Allegro con fuoco’‘ i B dur
3. Andante maestoso’‘ i e moll ("Trauermarsch" [Funeral march] )
4. Allegro con anima’‘ i G dur
5. Andante con moto’‘ i a moll ("Venezianisches Gondellied" [Venetian Boat Song] )
6. Allegretto grazioso’‘ i A dur ("Frühlingslied" [Spring Song] )

Den sjätte sången ”Spring Song” (Vårsång) var i England också känd som ”Camberwell Green” vilken var den plats i London där Mendelssohn komponerade den samtidigt som han vistades med sin hustrus släktingar.
Bok 5 var en dedikation till Clara Schumann.

### Bok 6, Op. 67 (1843–1845)
1. Andante’‘ i Ess dur
2. Allegro leggiero’‘ i fiss moll
3. Andante tranquillo’‘ i B dur
4. Presto’‘ i C dur ("Spinnerlied" [Spinner's Song])
5. Moderato’‘ i h moll
6. Allegro non troppo’‘ i E dur

Bok 6 var en dedikation till Sophie Rosen.

### Bok 7, Op. 85 (1834–1845)
1. Andante espressivo’‘ i F dur
2. Allegro agitato’‘ i a moll
3. Presto’‘ i Ess dur
4. Andante sostenuto’‘ i D dur
5. Allegretto’‘ i A dur
6. Allegretto con moto’‘ i B dur

Denna bok och bok 8 publicerades efter Mendelssohns död.

### Bok 8, Op. 102 (1842–1845)
1. Andante un poco agitato’‘ i e moll
2. Adagio’‘ i D dur
3. Presto’‘ i C dur
4. Un poco agitato, ma andante’‘ i g moll
5. Allegro vivace’‘ i A dur
6. Andante’‘ i C dur